# Dammen (Karlstorps socken, Småland)
Dammen är en sjö i Eksjö kommun, Hultsfreds kommun och Vetlanda kommun i Småland och ingår i Emåns huvudavrinningsområde. Sjön har en area på 0,074 kvadratkilometer och ligger 215,3 meter över havet. Sjön avvattnas av vattendraget Lillån (Nyamålaån).

## Delavrinningsområde
Dammen ingår i det delavrinningsområde (638059-148754) som SMHI kallar för Inloppet i Linden. Medelhöjden är 223 meter över havet och ytan är 10,24 kvadratkilometer. Det finns ett delavrinningsområde uppströms, och räknas det in blir den ackumulerade arean 19,73 kvadratkilometer. Lillån (Nyamålaån) som avvattnar avrinningsområdet har biflödesordning 3, vilket innebär att vattnet flödar genom totalt 3 vattendrag innan det når havet efter 136 kilometer. Delavrinningsområdet består mestadels av skog (83 procent). Avrinningsområdet har 0,08 kvadratkilometer vattenytor vilket ger det en sjöprocent på 0,7 procent.